# Clarksville (Wirginia)
Clarksville – miasto w Stanach Zjednoczonych, w stanie Wirginia, w hrabstwie Mecklenburg.